# كولفيليس
كولفيليس هي كومونا في مقاطعة فروزينوني في منطقة لاتسيو الإيطالية وتقع على بعد حوالي 100 كيلومتر (62 ميل) جنوب شرق روما وايضاً حوالي 25 كيلومتر (16 ميل) جنوب شرق فروزينوني .
تقع Colfelice على حدود البلديات التالية: ارسي و روكا دارس و روكاسيكا و سان جيوفاني إنكاريكو .

## روابط خارجية
- الموقع الرسمي